# David Hirst
David Eric Hirst (Barnsley, 7 december 1967) is een Engels voormalig betaald voetballer die als aanvaller speelde. Hirst, een efficiënte spits, speelde 12 seizoenen voor Sheffield Wednesday en won de League Cup in 1991. Hij speelde drie interlands in het Engels voetbalelftal.

## Clubcarrière
David Hirst, die goed het doel wist staan, speelde 294 competitiewedstrijden voor Sheffield Wednesday en scoorde 106 doelpunten. Hij wordt op Hillsborough evenals aanvaller Mark Bright gezien als een legende. Hirst won de League Cup met Sheffield Wednesday, door onverwacht Manchester United te verslaan in de finale van 1991. John Sheridan maakte het doelpunt. In de FA Cup-finale van 1993 tegen Arsenal dwong Hirst met een gelijkmaker een replay af, maar daarin verloor Sheffield Wednesday uiteindelijk de bekerfinale met 2-1. Hirst speelde voorts bij Barnsley, waar hij zijn carrière begon, en Southampton, waar de centrumspits zijn loopbaan beëindigde.

## Erelijst
| Competitie          |                     |                     |
| Competitie          | Aantal              | Jaren               |
| Sheffield Wednesday | Sheffield Wednesday | Sheffield Wednesday |
| ------------------- | ------------------- | ------------------- |
| League Cup          | 1×                  | 1990/91             |

## Interlandcarrière
Hirst is een drievoudig Engels international en scoorde tegen Nieuw-Zeeland op 8 juni 1991.
Wegens een blessure van Gary Lineker mocht hij starten tegen Frankrijk op Wembley op 19 februari 1992, naast een debuterende Alan Shearer. Het was meteen zijn laatste interland.

## Persoonlijk leven
Hij is de vader van George Hirst, die net als zijn vader als aanvaller speelt.